# Isabel Sebastian
Isabel Sebastian est une scénariste et réalisatrice française.

## Biographie
Isabel Sebastian est scénariste et créatrice de séries télévisées et de nombreux téléfilms.
Elle écrit et réalise un long métrage sorti en 1991, La Contre-allée.

## Filmographie

### Scénariste
- 1995 : Viens jouer dans la cour des grands réalisé par Caroline Huppert
- 1996 : Les compagnons de la Loco (Quai n°1, épisode 1) réalisé par Patrick Jamain
- 1996 : Demain dès l'aube (L'Instit) réalisé par François Velle
- 1997 : Fatalité (Anne Le Guen) réalisé par Stéphane Kurc
- 1998 : L'excursion (Anne Le Guen) réalisé par Daniel Janneau
- 1999 : Marée blanche (Mary Lester, pilote) réalisé par Christiane Lehérissey
- 2000 : La vocation d'Adrienne 2 & 3 réalisé par Joël Santoni
- 2001 : Beauté fatale (série Julie Lescaut) réalisé par Alain Wermus
- 2002 : L'enfant de l'aube d'après le roman de Patrick Poivre d'Arvor, réalisé par Marc Angelo
- 2003 : Faites le 15 (Equipe médicale d'Urgence) réalisé par Etienne Dhaene
- 2005 : Marie Humbert, l'amour d'une mère réalisé par Marc Angelo
- 2005-2006 : L'enfant du silence, Sexe, mensonge et thérapie, Chère Maman, Le feu de l'amour, Un crime presque parfait (Avocats et associés).
- 2006 : Ange de feu réalisé par Philippe Setbon
- 2006 : Petit Homme, d'après le roman de Patrick Poivre d'Arvor, réalisé par Benoît d'Aubert
- 2006-2008 : Équipe médicale d'urgence, création, épisodes : Violences conjugales, Ça n'arrive pas qu'aux autres, Graine de champions, Les tueurs de la route, Ne pas réanimer, Overdose, L'enfant diamant, Pleine lune, Attention chien gentil, Ça passe ou ça casse, Seins à crédit, Paparazzi, Le rêve indien, Back stage, Philtre d'amour, Je t'aime, un peu, beaucoup…, Addiction, Eau et gaz à tous les étages, No life, Brasero, Choucroute story, Coup de blues, Maudits cookies, Travail au black, coécrit avec Laurent Burtin et Sylvie Simon, réalisé par Étienne Dhaene
- 2007 : Ma fille est innocente réalisé par Charlotte Brandström
- 2008 : La Mort dans l'île réalisé par Philippe Setbon
- 2009 : Blessures (Enquêtes réservées)
- 2010 : Trahie ! réalisé par Charlotte Brandström
- 2011 : Affaire Molina et Affaire Vauthier (Injustice) réalisé par Benoît d'Aubert
- 2012 : La stagiaire, création avec Laurent Burtin réalisé par Christophe Campos
- 2013 : Jusqu'au dernier (6 x 52)réalisé par François Velle
- 2014 : Elle est à Moi et Le fils préféré (série Lebowitz contre Lebowitz)
- 2015 : Innocente (6x52) réalisé par Lionel Baillu
- 2017 : 50 jours pour mourir (Alice Nevers)
- 2018 : Meurtres à Lille réalisé par Laurence Katrian
- 2018 : Mauvaise Mère réalisé par Adeline Darraux
- 2019 : Pour te retrouver réalisé par Bruno Garcia
- 2020 : Jugé sans justice d'après le roman de Mathieu Ménégaux, réalisé par Lou Jeunet
- 2021 : Le meilleur d'entre nous (4 x 52)réalisé par Floriane Crépin
- 2022 : Meurtres à Pont Aven réalisé par Stéphane Kappes
- 2023 : Meurtres au Puy en Velay réalisé par Laurence Katrian
- 2024 : Apparences  (4 x 52) réalisé par Emilie Grandperret pour France 2

### Réalisatrice et scénariste
- 1986 : L'Enfant qui jouait à la marelle (court métrage)
- 1991 : La Contre-allée